# Alter Jüdischer Friedhof (Dresden)

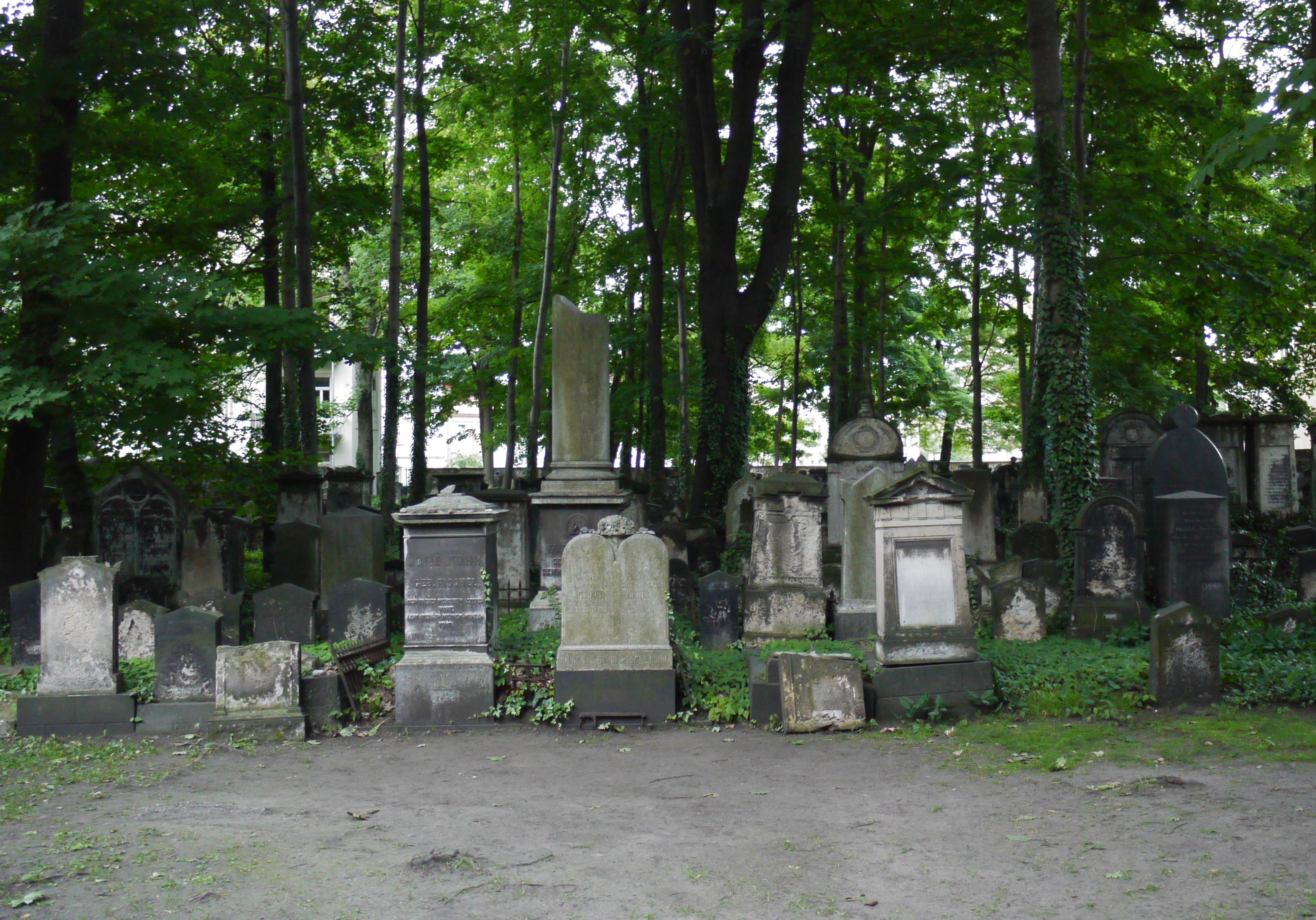
Der Alte Jüdische Friedhof in Dresden

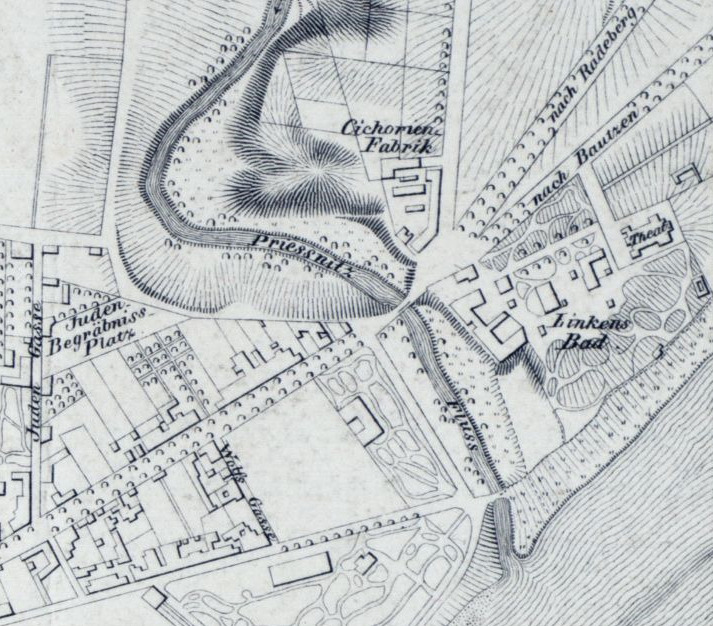
Alter Jüdischer Friedhof im Stadtplan Dresdens von 1828

Der Alte Jüdische Friedhof in Dresden ist der älteste erhaltene jüdische Friedhof in Sachsen. Er befindet sich nördlich der Bautzner Straße an der Pulsnitzer Straße (ursprünglich Juden-Gasse) in der Neustadt, nahe der Martin-Luther-Kirche und zählt mit 3500 Quadratmetern zu den kleinsten Friedhöfen Dresdens. Er ist als Kulturdenkmal geschützt.

## Geschichte
Nach den Judenverfolgungen bis zum Ende des Mittelalters siedelten sich erst zu Beginn des 18. Jahrhunderts wieder jüdische Familien in Dresden an. Bereits 1715 wandte sich der jüdische Diplomat Issachar Berend Lehmann, der August den Starken bei seinem Kampf um die polnische Krone finanziell unterstützt hatte und 1696 als Hofjude in Dresden ansässig wurde, mit der Bitte nach einer Begräbnisstätte für die Juden Dresdens und Sachsens an August den Starken. Vorgeschlagen wurde dabei, die Toten „in Lehmanns Garten oder an einem anderen Orte, welcher nicht infam ist“ beerdigen zu lassen. Nach Protesten des Rates der Stadt lehnte August der Starke die Bitte ab.

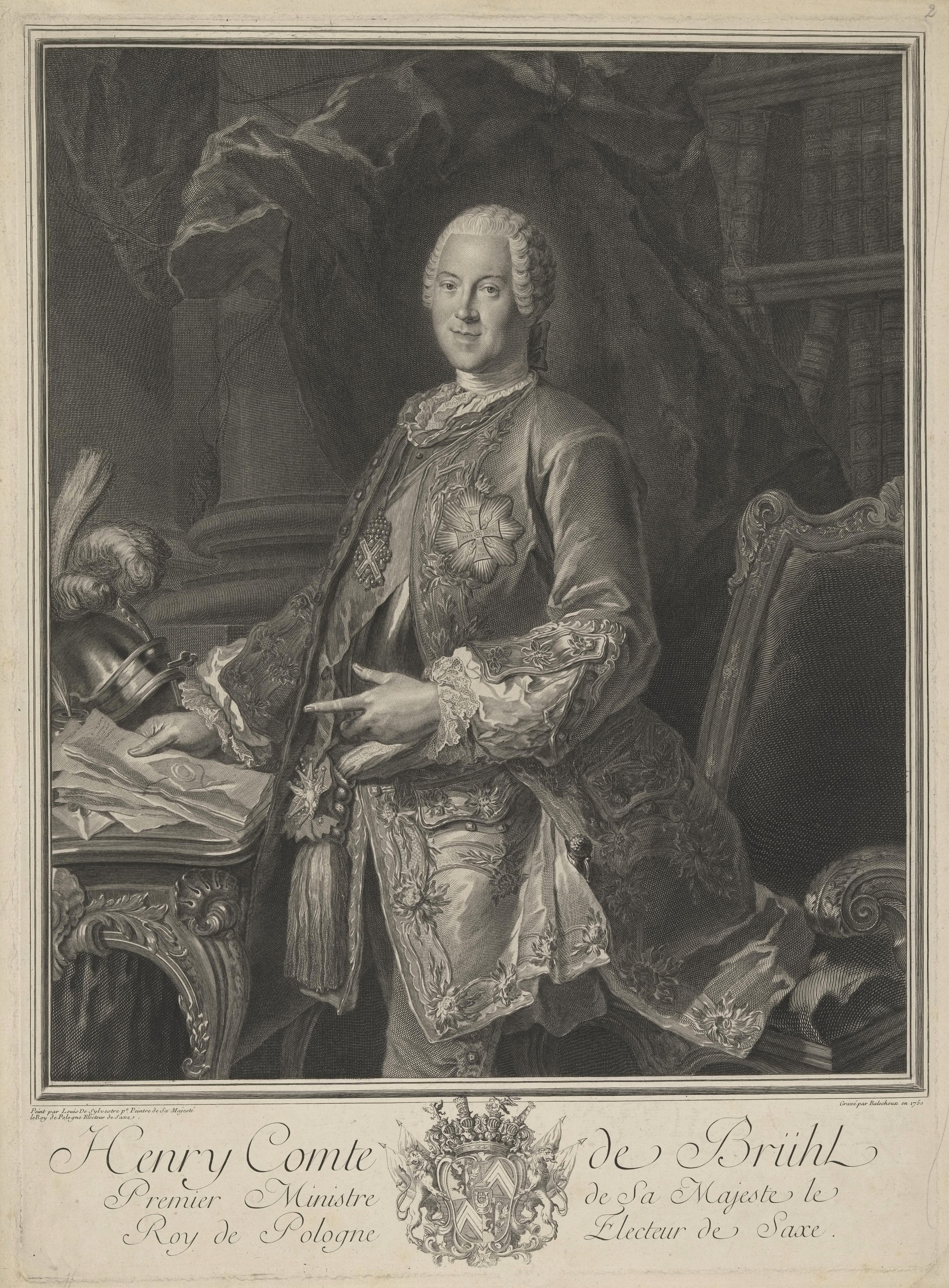
Der umstrittene Graf Heinrich von Brühl, der sich für einen jüdischen Friedhof einsetzte und sich dies von der jüdischen Gemeinde teuer bezahlen ließ

Die Juden Dresdens mussten ihre Toten weiterhin über das Erzgebirge nach Teplitz bringen, da es ihnen in ganz Sachsen verboten war, ihre Toten zu beerdigen. Trotz zunehmender Diskriminierung in den folgenden Jahrzehnten, so dem Rescript zur Ausmerzung des überhandnehmenden Judenvolkes im Jahr 1734 oder die 1746 erlassene Judenordnung, die den Bau einer Synagoge verbot, wuchs die jüdische Gemeinde in Dresden an. Im Jahr 1750 gründete sie unter anderem die „Beerdigungs-Bruderschaft“, die sich um die Beerdigungsmodalitäten der Toten der Gemeinde kümmerte und auch ein Begräbnisbuch führte.
Im Jahr 1750 verfasste der einflussreiche Jude Michael Samuel eine Supplik an Augusts Sohn und Thronfolger Friedrich August II., um „Allerhöchst Ew. Majt. um eine Grab Stätte fußfälligst anzuflehen“. Er sandte die Schrift sowohl an den Kurfürsten als auch an den Minister Graf Heinrich von Brühl, in dessen Gunst Samuel stand. Brühl setzte den Begräbnisort für die Juden Dresdens bei Friedrich August II. durch, ließ sich seine Vermittlung jedoch von der jüdischen Gemeinde mit 1000 Talern hoch bezahlen. Eine Synagoge, die Brühl zudem versprochen hatte, wurde erst 1838 von Gottfried Semper erbaut.
Als ursprünglicher Ort des Friedhofs war eine Fläche in der Nähe des Alten Katholischen Friedhofs in der Friedrichstadt vorgesehen. Am 24. April 1750 wurde der Gemeinde jedoch ein Land am Prießnitzbach in der Neustadt zugewiesen, das sich außerhalb der Stadt Dresden und im Besitz des Kurfürsten befand. Zahlreiche Restriktionen erlaubten den Juden weder die Errichtung eines eigenen (Gottes-)Hauses auf dem Land, noch eine Beerdigung ihrer Toten am helllichten Tag, da dies zu viel Aufsehen hervorgerufen hätte. Neben einer Bezahlung des Landes in Höhe von weiteren 1000 Talern mussten für jede Beerdigung weitere Gebühren entrichtet werden, die sich nach dem Alter des Toten richteten. Der Friedhof wurde am 19. März 1751 übergeben, die erste Beerdigung fand am 25. April statt. Waren zu Beginn nur kleine, flache Grabsteine erlaubt, wurden ab 1771 stehende Grabsteine errichtet. Für jeden errichteten Grabstein musste die jüdische Gemeinde Gebühren an die Dresdner Handwerker entrichten.
Im Jahr 1852 fasste der kleine Friedhof „1067 belegte Gräber und 198 noch unbelegte, zum Teil aber schon vergebene Grabsteine“, sodass der Rat der Stadt die Schließung des Friedhofs für das Jahr 1869 beschloss. Die letzte reservierte Grabstelle wurde am 5. März 1900 belegt. Da der Friedhof der jüdischen Gemeinde „zu immerwährenden Zeiten“ übergeben worden war, konnte er nicht wie zahlreiche christliche Friedhöfe Dresdens aufgelöst werden. Bereits 1869 wurde der Neue Jüdische Friedhof in der Johannstadt als nachfolgende Begräbnisstätte für die jüdische Gemeinde Dresdens eröffnet.

Ansicht Anfang des 20. Jahrhunderts

In den Jahren nach 1900 erfolgten drei Verkäufe von Grundstücksteilen für die Erweiterung der Nachbargrundstücke der Gebrüder Pfundt und Pulsnitzer Straße 10. Unfreiwillig musste das ganze Gelände 1943 an die Stadt Dresden verkauft werden. Die Stadtverwaltung wollte den Friedhof einebnen lassen, um einen Park anzulegen. Einem Rückforderungsanspruch der Jüdischen Gemeinde wurde stattgegeben und die Gemeinde am 5. Oktober 1948 wieder als Eigentümer ins Grundbuch eingetragen.

## Der Alte Jüdische Friedhof in der Gegenwart
Während der DDR-Zeit wurde dem Friedhof kaum Beachtung geschenkt, er verfiel zunehmend. In den 1970er Jahren gab es am Eingang keine Tafel, der Friedhof war nicht im Stadtplan vermerkt. Andererseits erhielt er von der DDR den Status als Denkmal und es gab staatliche Zuwendungen für Erhaltungs- und Pflegemaßnahmen. Ab Anfang der 1980er Jahre kümmerte sich auch die Aktion Sühnezeichen Friedensdienste um den Friedhof.
Erst zu Ende des 20. Jahrhunderts wurde er als geschichtlich bedeutender Ort wiederentdeckt, da der Friedhof auch während der Zeit des Nationalsozialismus von Zerstörungen weitgehend verschont geblieben war. 1992 finanzierte Dresdens Partnerstadt Hamburg ein neues Eingangstor an der Pulsnitzer Straße. Das Kulturdenkmal wird heute ehrenamtlich von der HATiKVA e. V. betreut, die ihren Sitz direkt neben dem Friedhof auf der Pulsnitzer Straße 10 hat. Durch den Verein fand 1999 bis 2001 eine Gesamterfassung des Friedhofs inklusive Vermessung statt. Bei Besichtigungsinteresse kann dort der Schlüssel für die ansonsten verschlossene Ruhestätte erfragt werden. Ebenso sind dort Dokumente einsehbar, die zu jedem Grabstein detaillierte Informationen enthalten. Bei einem Besuch des Friedhofs ist für Männer eine Kopfbedeckung Pflicht.

## Gräber

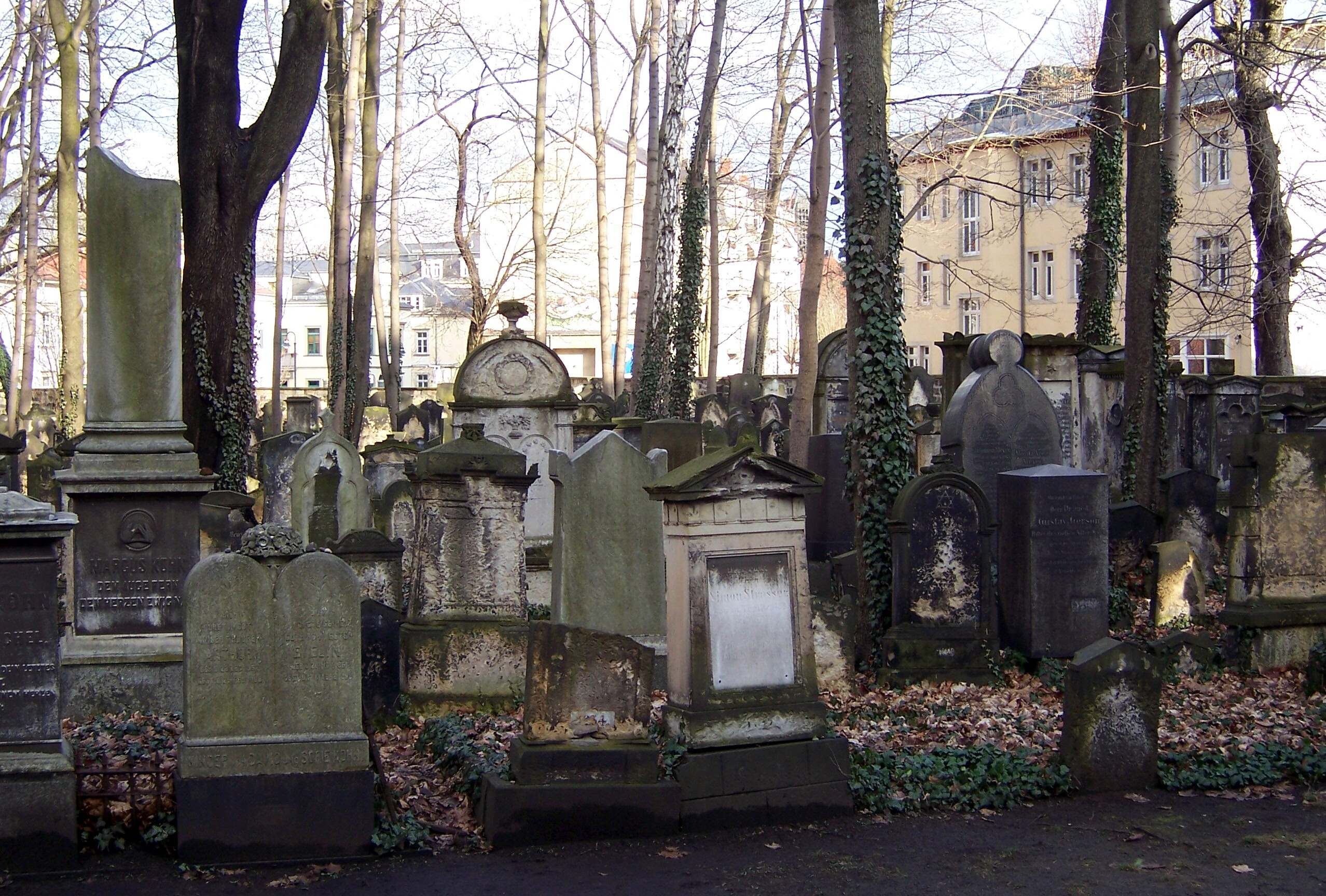
Rückseitiger Blick auf den Friedhof – ein Teil der Grabsteine trägt Inschriften in deutscher Sprache

Es befinden sich insgesamt 1263 Gräber auf dem Friedhof, von denen rund 800 einen Grabstein haben. Den zumeist aus Sandstein bestehenden Grabsteinen zwischen Linden- und Ahornbäumen hat die Witterung zugesetzt und dafür gesorgt, dass viele Inschriften nicht mehr lesbar und einige Grabsteine sogar umgefallen sind. Die Vorderseiten der Steine sind Richtung Osten nach Jerusalem gewandt und mit hebräischen Schriftzügen besetzt. Auf der Rückseite einiger Grabsteine befinden sich Inschriften in deutscher Sprache. Als Jahreszahl für den Todestag ist oft nur die Jahreszahl der jüdischen Zeitrechnung vorhanden. Die Umrechnung gelingt, indem die erste Zahl durch eine 1 ersetzt wird und die restlichen Zahlen mit 240 addiert werden. So wird beispielsweise aus 5628 die Jahreszahl 1868.
Die Motive der einzelnen Grabsteine reichen von einer abgebrochenen Säule für den zu frühen Tod bis zu den typischen jüdischen Symbolen, wie dem Davidstern oder der Krone für das noch bevorstehende Königreich des Messias (משיח). Auch die Kanne auf einer Schale als Zeichen für die Priesterkaste der Leviten ist erkennbar.

## Gräber bekannter Persönlichkeiten
- Bernhard Beer (1801–1861), 1. Vorsteher der Dresdner jüdischen Gemeinde, Gelehrter, Gründer des Moses-Mendelssohn-Vereins
- Moritz Elimeyer (1810–1871), Hofjuwelier
- Jeremias David Alexander Fiorino (1797–1847), Miniaturenmaler, unter anderem für das sächsische Königshaus
- Israel Moses Henoch (1770–1844), Deutsch jüdischer Nahverkehrsunternehmer, Bankier, Seidenfabrikant, Gutsbesitzer, Firmengründer und gilt als Begründer des Berliner Nahverkehrs.[11]
- Mitglieder der Bankiersfamilie Kaskel, darunter Michael Kaskel, unter anderem Förderer von Robert Schumann und Frédéric Chopin
- Mendel Schie (1784–1848), Händler, unterhielt privat die Synagoge der Gemeinde, Gemeindeältester
- Levi Wallerstein (1789–1865), Bankier, zwischen 1838 und 1848 gehörte er dem Ältestenrat der jüdischen Gemeinde Dresdens an und war rund 20 Jahre der Vorsteher der Synagoge.
- Wilhelm Wolfsohn (1820–1865), Mediziner, Schriftsteller, Übersetzer, enger Freund Theodor Fontanes